# Myrcia minutiflora
Myrcia minutiflora är en myrtenväxtart som beskrevs av Paul Antoine Sagot. Myrcia minutiflora ingår i släktet Myrcia och familjen myrtenväxter. Inga underarter finns listade i Catalogue of Life.